# Louis-Albert Vachon
Pour les articles homonymes, voir Vachon.
Louis-Albert Vachon, né le 4 février 1912 à Saint-Frédéric-de-Beauce au Québec et mort à Québec le 29 septembre 2006, est un cardinal canadien, archevêque de Québec de 1981 à 1990.

## Biographie

### Prêtre
Au Québec, Louis-Albert Vachon étudie dans les facultés de philosophie et de théologie catholique.
Il est ordonné prêtre le 11 juin 1938 par le cardinal Jean-Marie-Rodrigue Villeneuve. Après avoir obtenu un doctorat en philosophie de l'Université Laval en 1947, il devient en 1949 docteur en théologie de l'Angelicum de Rome.
De retour au Canada, il enseigne à l'Université Laval, d'abord en philosophie puis en théologie jusqu'en 1955. Il y est ensuite nommé vice-recteur en 1959 puis recteur de 1960 à 1972. Il est aussi supérieur du Grand Séminaire de Québec. En 1960, il devient vicaire général du diocèse.

### Évêque
Le 4 avril 1977, le pape Paul VI le nomme évêque auxiliaire de Québec avec le titre d'évêque titulaire (ou in partibus) de Mesarfelta. Il est consacré le 14 mai suivant par le cardinal Maurice Roy avec comme co-consécrateurs Jean-Marie Fortier et Lionel Audet (de).
En 1981, il est nommé archevêque de Québec et primat de l'Église canadienne.

### Cardinal
Le pape Jean-Paul II, qu'il a accueilli lors de sa visite au Canada en 1984, le crée cardinal lors du consistoire du 25 mai 1985 avec le titre de cardinal-prêtre de S. Paolo della Croce a “Corviale”.
Le cardinal Vachon s'est fait remarquer pour avoir exigé que la visite du pape commence par la ville de Québec, siège primatial de l'Église canadienne, plutôt qu'à Ottawa, comme le voulait la diplomatie canadienne.
En 1987, il révoque le statut d'association pieuse de l'Armée de Marie et lui reproche son caractère sectaire, avec l'appui de Joseph Ratzinger, alors préfet de la Congrégation pour la doctrine de la foi.
Il se retire en 1990 devenant ainsi archevêque émérite. Il meurt à Québec le 29 septembre 2006.
L'ancien élève et évêque de Québec, Maurice Couture, et Jean-Guy Paquet, ancien recteur de l'Université Laval, lui attribuaient la capacité d'être à la fois un intellectuel d'une grande prestance et un être terre-à-terre et réaliste.
Mgr Vachon est le dernier recteur de l'Université Laval à appartenir au clergé catholique, son successeur immédiat Larkin Kerwin étant un laïc.

« Homme de foi et de culture, il chercha, tout au long de son ministère, à fortifier la qualité de la vie chrétienne du peuple dont il avait la charge pastorale et à faire grandir son esprit mission. »

— Benoît XVI, 1er octobre 2006

## Succession apostolique
Louis-Albert Vachon a ordonné les évêques suivants :
- Archevêque Maurice Couture, R.S.V. (1982)
- Évêque Marc Leclerc (de) (1982)
- Archevêque André Gaumond (1985)
- Évêque Martin Veillette (1986)
- Évêque Joseph Paul Pierre Morissette (1987)
- Évêque Clément Fecteau (1989)

## Honneurs
- 1972 - Médaille Gloire de l'Escolle
- 1983 - Ordre des francophones d'Amérique
- 1983 - Prix du 3-Juillet-1608
- 1985 - Officier de l'Ordre national du Québec